# Echipa națională de fotbal feminin a Statelor Unite ale Americii
Echipa națională de fotbal feminin a Statelor Unite (United States women's national soccer team, abreviat ca USWNT), reprezintă Statele Unite ale Americii în competițiile fotbalistice internaționale. Ea este gestionată de Federația de Fotbal a Statelor Unite ale Americii și evolueză în zona CONCACAF. Naționala feminină a Statelor Unite este una dintre cele mai de succes echipe din fotbalul feminin internațional, având câștigate patruCampionate Mondiale de Fotbal Feminin (inclusiv prima ediție din 1991 și cea mai recentă ediție din 2019), patru medalii de aur la Jocurile Olimpice și zece Algarve Cup. Echipa a fost pe poziția Nr. 1 în FIFA Women's World Rankings fără întrerupere din martie 2008 până în decembrie 2014 iar în prezent este clasată pe locul 2.

## Lotul actual
Actualizat la 18 mai 2015.
| Nr. | Poz. | Jucător                    | Data nașterii (vârsta)         | Selecții | Goluri | Club                   |
| --- | ---- | -------------------------- | ------------------------------ | -------- | ------ | ---------------------- |
| 1   | P    | Hope Solo                  | 30 iulie 1981 (43 de ani)      | 169      | 0      | Seattle Reign FC       |
| 18  | P    | Ashlyn Harris              | 19 octombrie 1985 (39 de ani)  | 6        | 0      | Washington Spirit      |
| 21  | P    | Alyssa Naeher              | 20 aprilie 1988 (36 de ani)    | 1        | 0      | Boston Breakers        |
|     |      |                            |                                |          |        |                        |
| 3   | F    | Christie Rampone (captain) | 24 iunie 1975 (49 de ani)      | 305      | 4      | Sky Blue FC            |
| 16  | F    | Lori Chalupny              | 29 ianuarie 1984 (41 de ani)   | 101      | 10     | Chicago Red Stars      |
| 4   | F    | Becky Sauerbrunn           | 6 iunie 1985 (39 de ani)       | 80       | 0      | FC Kansas City         |
| 11  | F    | Ali Krieger                | 28 iulie 1984 (40 de ani)      | 65       | 1      | Washington Spirit      |
| 5   | F    | Kelley O'Hara              | 4 august 1988 (36 de ani)      | 59       | 0      | Sky Blue FC            |
| 22  | F    | Meghan Klingenberg         | 2 august 1988 (36 de ani)      | 33       | 2      | Houston Dash           |
| 6   | F    | Whitney Engen              | 28 noiembrie 1987 (37 de ani)  | 25       | 3      | Western New York Flash |
| 19  | F    | Julie Johnston             | 6 aprilie 1992 (32 de ani)     | 11       | 3      | Chicago Red Stars      |
|     |      |                            |                                |          |        |                        |
| 9   | M    | Heather O'Reilly           | 2 ianuarie 1985 (40 de ani)    | 218      | 41     | FC Kansas City         |
| 10  | M    | Carli Lloyd                | 16 iulie 1982 (42 de ani)      | 194      | 63     | Houston Dash           |
| 7   | M    | Shannon Boxx               | 29 iunie 1977 (47 de ani)      | 190      | 27     | Chicago Red Stars      |
| 12  | M    | Lauren Holiday             | 30 septembrie 1987 (37 de ani) | 123      | 23     | FC Kansas City         |
| 15  | M    | Megan Rapinoe              | 5 iulie 1985 (39 de ani)       | 102      | 29     | Seattle Reign FC       |
| 17  | M    | Tobin Heath                | 29 mai 1988 (36 de ani)        | 91       | 11     | Portland Thorns FC     |
| 14  | M    | Morgan Brian               | 26 februarie 1993 (32 de ani)  | 28       | 4      | Houston Dash           |
|     |      |                            |                                |          |        |                        |
| 20  | A    | Abby Wambach               | 2 iunie 1980 (44 de ani)       | 241      | 182    | Unattached             |
| 8   | A    | Amy Rodriguez              | 17 februarie 1987 (38 de ani)  | 122      | 29     | FC Kansas City         |
| 13  | A    | Alex Morgan                | 2 iulie 1989 (35 de ani)       | 84       | 51     | Portland Thorns FC     |
| 2   | A    | Sydney Leroux              | 7 mai 1990 (34 de ani)         | 70       | 35     | Western New York Flash |
| 23  | A    | Christen Press             | 29 decembrie 1988 (36 de ani)  | 44       | 20     | Chicago Red Stars      |

### Convocări recente
Convocări recente din ultimele 12 luni.
| Poz. | Jucător                | Data nașterii (vârsta)         | Selecții | Goluri | Club                   | Ultima convocare                  |
| ---- | ---------------------- | ------------------------------ | -------- | ------ | ---------------------- | --------------------------------- |
| P    | Nicole Barnhart        | 10 octombrie 1981 (43 de ani)  | 54       | 0      | FC Kansas City         | v. Anglia; februarie 13, 2015     |
| P    | Jillian Loyden RETIRED | 25 iunie 1985 (39 de ani)      | 10       | 0      | Sky Blue FC            | v. Canada; mai 8, 2014            |
|      |                        |                                |          |        |                        |                                   |
| F    | Rachel Van Hollebeke   | 26 august 1985 (39 de ani)     | 113      | 5      | Portland Thorns FC     | v. Noua Zeelandă; aprilie 4, 2015 |
| F    | Crystal Dunn           | 3 iulie 1992 (32 de ani)       | 13       | 0      | Washington Spirit      | v. Noua Zeelandă; aprilie 4, 2015 |
| F    | Stephanie Cox          | 3 aprilie 1986 (38 de ani)     | 89       | 0      | Seattle Reign FC       | v. Mexic; septembrie 18, 2014     |
| F    | Nikki Marshall RETIRED | 2 iunie 1988 (36 de ani)       | 0        | 0      | Portland Thorns FC     | v. Canada; mai 8, 2014            |
|      |                        |                                |          |        |                        |                                   |
| M    | Tori Huster            | 23 septembrie 1989 (35 de ani) | 0        | 0      | Washington Spirit      | v. Anglia; februarie 13, 2015     |
| M    | Sam Mewis              | 9 octombrie 1992 (32 de ani)   | 3        | 0      | Western New York Flash | v. Brazilia; decembrie 21, 2014   |
| M    | Kristie Mewis          | 25 februarie 1991 (34 de ani)  | 15       | 1      | Boston Breakers        | v. Mexic; septembrie 18, 2014     |
| M    | Allie Long             | 13 august 1987 (37 de ani)     | 4        | 0      | Portland Thorns FC     | v. Mexic; septembrie 18, 2014     |
|      |                        |                                |          |        |                        |                                   |
| A    | Sarah Hagen            | 18 noiembrie 1989 (35 de ani)  | 2        | 0      | FC Kansas City         | v. Franța; iunie 19, 2014         |

Note:
- RETIRED = Retrasă din fotbalul profesionist

| Poz. | Jucătoare        | Meciuri | Goluri | Perioada  |
| ---- | ---------------- | ------- | ------ | --------- |
| 1    | Kristine Lilly   | 352     | 130    | 1987–2010 |
| 2    | Christie Rampone | 305     | 4      | 1997–     |
| 3    | Mia Hamm         | 275     | 158    | 1987–2004 |
| 4    | Julie Foudy      | 272     | 45     | 1988–2004 |
| 5    | Abby Wambach     | 241     | 182    | 2001–     |
| 6    | Joy Fawcett      | 239     | 27     | 1987–2004 |
| 7    | Heather O'Reilly | 218     | 41     | 2002–     |
| 8    | Tiffeny Milbrett | 204     | 100    | 1991–2005 |
| 9    | Kate Markgraf    | 201     | 1      | 1998–2010 |
| 10   | Carli Lloyd      | 194     | 63     | 2005-     |

| Poz. | Jucătoare              | Meciuri | Goluri | Perioada  |
| ---- | ---------------------- | ------- | ------ | --------- |
| 1    | Abby Wambach           | 241     | 182    | 2001–     |
| 2    | Mia Hamm               | 275     | 158    | 1987–2004 |
| 3    | Kristine Lilly         | 352     | 130    | 1987–2010 |
| 4    | Michelle Akers         | 153     | 105    | 1985–2000 |
| 5    | Tiffeny Milbrett       | 204     | 100    | 1991–2005 |
| 6    | Cindy Parlow           | 158     | 75     | 1996–2004 |
| 7    | Carli Lloyd            | 194     | 63     | 2005-     |
| 8    | Shannon MacMillan      | 176     | 60     | 1993-2005 |
| 9    | Carin Jennings-Gabarra | 117     | 53     | 1987–1996 |
| 10   | Alex Morgan            | 84      | 51     | 2010-     |

| Poz. | Jucătoare              | Meciuri | Pase decisive | Perioada  |
| ---- | ---------------------- | ------- | ------------- | --------- |
| 1    | Mia Hamm               | 275     | 144           | 1987–2004 |
| 2    | Kristine Lilly         | 352     | 105           | 1987–2010 |
| 3    | Abby Wambach           | 241     | 72            | 2001-     |
| 4    | Tiffeny Milbrett       | 204     | 61            | 1991–2005 |
| 5    | Julie Foudy            | 272     | 55            | 1988–2004 |
| 6    | Heather O'Reilly       | 218     | 51            | 2002–     |
| 7    | Shannon MacMillan      | 176     | 50            | 1993–2005 |
| 8    | Carin Jennings-Gabarra | 117     | 47            | 1987-1996 |
| 9    | Aly Wagner             | 131     | 42            | 1998–2008 |
| 10   | Michelle Akers         | 153     | 36            | 1985-2000 |

## Rezultate recente și program

### 2014
| aprilie 6, 2014Meci amical | Statele Unite           | 2 – 0  | China | Commerce City, Colorado                                |  |
| 15:00 MT                   | Holiday 39' Rapinoe 78' | Raport |       | Stadion: Dick's Sporting Goods Park Spectatori: 14,903 |  |

| aprilie 10, 2014Meci amical | Statele Unite             | 3 – 0  | China | San Diego, California                        |  |
| 20:00 PT                    | Lloyd 20', 23' Leroux 46' | Raport |       | Stadion: Qualcomm Stadium Spectatori: 12,857 |  |

| mai 8, 2014Meci amical | Canada       | 1 – 1  | Statele Unite | Winnipeg, Manitoba                                |  |
| 20:00 CT               | Buchanan 35' | Raport | Leroux 78'    | Stadion: Investors Group Field Spectatori: 28,255 |  |

| iunie 14, 2014Meci amical | Statele Unite | 1 – 0  | Franța | Tampa, Florida                                   |  |
| 19:00 ET                  | Leroux 21'    | Raport |        | Stadion: Raymond James Stadium Spectatori: 9,799 |  |

| iunie 19, 2014Meci amical | Statele Unite        | 2 – 2  | Franța                                        | East Hartford, Connecticut                   |  |
| 19:00 ET                  | Alex Morgan 56', 85' | Raport | Louisa Necib 27' (penalty) Amandine Henry 68' | Stadion: Rentschler Field Spectatori: 14,695 |  |

| august 20, 2014Meci amical | Statele Unite                                          | 4 – 1  | Elveția                | Cary, North Carolina                           |  |
| 19:30 ET                   | Rapinoe 3' Lloyd 56' (pen) Press 77' Wambach 87' (pen) | Raport | Crnogorčević 70' (pen) | Stadion: WakeMed Soccer Park Spectatori: 9,992 |  |

| septembrie 13, 2014Meci amical | Statele Unite                                                                              | 8 – 0  | Mexic | Sandy, Utah                                                              |  |
| 19:00 ET                       | Garciamendez 11' (o.g.) Wambach 23', 41' Morgan 36', 56' Engen 58' Leroux 71' O'Reilly 75' | Raport |       | Stadion: Rio Tinto Stadium Spectatori: 8,849 Arbitru: Vilma Montez (SLV) |  |

| septembrie 18, 2014Meci amical | Statele Unite                                 | 4 – 0  | Mexic | Rochester, New York                                                              |  |
| 19:00 ET                       | Rodriguez 8' Rapinoe 37' Heath 43' Morgan 79' | Raport |       | Stadion: Sahlen's Stadium Spectatori: 5,680 Arbitru: Marie-Soleil Beauboin (CAN) |  |

| octombrie 15, 2014WCQ - Group Stage | Statele Unite | 1 – 0  | Trinidad și Tobago | Kansas City, Missouri                                                   |  |
| 20:30 ET                            | Wambach 54'   | Raport |                    | Stadion: Sporting Park Spectatori: 3,621 Arbitru: Marianela Araya (CRC) |  |

| octombrie 17, 2014WCQ - Group Stage | Statele Unite                                 | 5 – 0  | Guatemala | Bridgeview, Illinois                                                 |  |
| 21:00 ET                            | Heath 7', 57' Lloyd 46' Engen 58' Rapinoe 66' | Raport |           | Stadion: Toyota Park Spectatori: 8,796 Arbitru: Maurees Skeete (GUY) |  |

| octombrie 20, 2014WCQ - Group Stage | Haiti | 0 – 6  | Statele Unite                                                 | Washington, D.C.                                                        |  |
| 19:30 ET                            |       | Raport | Lloyd 9' Wambach 38', 61' Klingenberg 57' Press 65' Brian 82' | Stadion: RFK Stadium Spectatori: 6,421 Arbitru: Quetzali Alvarado (MEX) |  |

| octombrie 24, 2014WCQ - Semi-Final | Statele Unite                 | 3 – 0  | Mexic | Chester, Pennsylvania |  |
| 16:30 ET                           | Lloyd 6', 30' (pen) Press 56' | Raport |       | Stadion: PPL Park     |  |

| octombrie 26, 2014WCQ - Final | Costa Rica | 0 – 6  | Statele Unite                                  | Chester, Pennsylvania |  |
| 18:00 ET                      |            | Raport | Wambach 4', 35', 41', 71' Lloyd 18' Leroux 73' | Stadion: PPL Park     |  |

| decembrie 10, 2014Torneio Internacional GS | Statele Unite | 1 – 1  | China        | Brasilia, Brazilia                       |  |
| 16:20 ET                                   | Lloyd 22'     | Raport | Han Peng 66' | Stadion: Estádio Nacional Mané Garrincha |  |

| decembrie 14, 2014Torneio Internacional GS | Brazilia            | 3 – 2  | Statele Unite       | Brasilia, Brazilia                       |  |
| 16:00 ET                                   | Marta 19', 55', 64' | Raport | Lloyd 6' Rapinoe 9' | Stadion: Estádio Nacional Mané Garrincha |  |

| decembrie 18, 2014Torneio Internacional GS | Statele Unite                               | 7 – 0  | Argentina | Brasilia, Brazilia                       |  |
| 16:20 ET                                   | Press 7', 23', 41', 78' Lloyd 30', 44', 47' | Raport |           | Stadion: Estádio Nacional Mané Garrincha |  |

| decembrie 21, 2014Torneio Internacional Placement | Brazilia | 0 – 0  | Statele Unite | Brasilia, Brazilia                       |  |
| 16:00 ET                                          |          | Raport |               | Stadion: Estádio Nacional Mané Garrincha |  |

### 2015
| februarie 8, 2015Meci amical | Franța                   | 2 – 0  | Statele Unite | Lorient, Franța                                                               |  |
| 12:00 ET                     | Le Sommer 50' Houara 51' | Raport |               | Stadion: Stade du Moustoir Spectatori: 15,663 Arbitru: Pernilla Larsson (SWE) |  |

| februarie 13, 2015Meci amical | Anglia | 0 – 1  | Statele Unite | Milton Keynes, Anglia                                               |  |
| 15:00 ET                      |        | Raport | Morgan 25'    | Stadion: Stadium:mk Spectatori: 14,369 Arbitru: Sandra Bastos (POR) |  |

| martie 4, 2015Algarve Cup Group B | Norvegia      | 1 – 2  | Statele Unite        | Vila Real de Santo António, Portugalia |  |
| 14:00 EST                         | Hegerberg 43' | Raport | Lloyd 55', 62' (Pen) |                                        |  |

| martie 6, 2015Algarve Cup Group B | Statele Unite                        | 3 – 0  | Elveția | Vila Real de Santo António, Portugalia |  |
| 12:00 EST                         | Morgan 54' Rodriguez 72' Wambach 81' | Raport |         |                                        |  |

| martie 9, 2015Algarve Cup Group B | Statele Unite | 0 – 0  | Islanda | Lagos, Portugalia |  |
| 13:30 EST                         |               | Raport |         |                   |  |

| martie 11, 2015Algarve Cup Placement | Franța | 0 – 2  | Statele Unite        | Faro, Portugalia                          |  |
| 12:00 ET                             |        | Raport | Johnson 7' Press 41' | Stadion: Estádio Algarve Spectatori: 1500 |  |

| aprilie 4, 2015Meci amical | Statele Unite                                      | 4 – 0  | Noua Zeelandă | St. Louis, Missouri                                                   |  |
| 14:30 CT                   | Klingenberg 14' Chalupny 76' Johnson 78' Brian 81' | Raport |               | Stadion: Busch Stadium Spectatori: 35,817 Arbitru: Carol Anne Chenard |  |

| mai 10, 2015Meci amical | Statele Unite                | 3 – 0  | Irlanda | San Jose, California                                                        |  |
| 11:30 PT                | Wambach 42', 45' Johnson 54' | Raport |         | Stadion: Avaya Stadium Spectatori: 18,000 Arbitru: Ekaterina Koroleva (USA) |  |

| mai 30, 2015Meci amical | Statele Unite | 0 – 0  | Coreea de Sud | Harrison, New Jersey                                                  |  |
| 16:30 ET                |               | Report |               | Stadion: Red Bull Arena Spectatori: 26,467 Arbitru: Mirian Leon (SLV) |  |

| iunie 8, 2015Campionatul Mondial de Fotbal Feminin 2015 | Statele Unite              | 3 – 1  | Australia    | Winnipeg, Manitoba, Canada                                                    |  |
| 19:30 ET                                                | Rapinoe 12', 78' Press 61' | Report | De Vanna 27' | Stadion: Winnipeg Stadium Spectatori: 31,148 Arbitru: Claudia Umpierrez (URU) |  |

| iunie 12, 2015Campionatul Mondial de Fotbal Feminin 2015 | Statele Unite | 0 – 0  | Suedia | Winnipeg, Manitoba, Canada                                                    |  |
| 20:00 ET                                                 |               | Report |        | Stadion: Winnipeg Stadium Spectatori: 32,716 Arbitru: Sachiko Yamagishi (JPN) |  |

| iunie 16, 2015Campionatul Mondial de Fotbal Feminin 2015 | Nigeria | 0 – 1  | Statele Unite | Vancouver, British Columbia, Canada                                 |  |
| 20:00 ET                                                 |         | Report | Wambach 45'   | Stadion: BC Place Spectatori: 52,193 Arbitru: Kateryna Monzul (UKR) |  |

| iunie 22, 2015Campionatul Mondial de Fotbal Feminin 2015 | Statele Unite              | 2 – 0  | Columbia | Edmonton, Alberta, Canada                                                          |  |
| 20:00 ET                                                 | Morgan 53' Lloyd 66' (pen) | Report |          | Stadion: Commonwealth Stadium Spectatori: 19,412 Arbitru: Stéphanie Frappart (FRA) |  |

| iunie 26, 2015Campionatul Mondial de Fotbal Feminin 2015 | China | 0 – 1  | Statele Unite | Ottawa, Ontario, Canada                                                      |  |
| 19:30 ET                                                 |       | Report | Lloyd 51'     | Stadion: Lansdowne Stadium Spectatori: 24,141 Arbitru: Carina Vitulano (ITA) |  |

| iunie 30, 2015Campionatul Mondial de Fotbal Feminin 2015 | Statele Unite              | 2 – 0  | Germania | Montreal, Quebec, Canada                                                  |  |
| 19:00 ET                                                 | Lloyd 69' (pen) O'Hara 84' | Report |          | Stadion: Olympic Stadium Spectatori: 51,1176 Arbitru: Teodora Albon (ROU) |  |

| iulie 5, 2015Campionatul Mondial de Fotbal Feminin 2015 | Statele Unite                           | 5 – 2  | Japonia                       | Vancouver, British Columbia, Canada                                     |  |
| 19:00 ET                                                | Lloyd 3', 5', 16' Holiday 14' Heath 54' | Report | Ōgimi 27' Johnston 52' (o.g.) | Stadion: BC Place Spectatori: 53,341 Arbitru: Kateryna Monzul (Ucraina) |  |

| august 16, 2015Meci amical | Statele Unite | v      | Costa Rica | Pittsburgh, Pennsylvania |  |
| 13:30 ET                   |               | Raport |            | Stadion: Heinz Field     |  |

| august 19, 2015Meci amical | Statele Unite | v      | Costa Rica | Chattanooga, Tennessee  |  |
| 18:30 ET                   |               | Raport |            | Stadion: Finley Stadium |  |

- US Soccer Schedule.
- USA: Fixtures and Results – FIFA.com

## Istoric antrenori
| Nume              | Perioada           | Meciuri | Victorii | Remize | Înfrângeri | Victorii % | Pct÷M |
| ----------------- | ------------------ | ------- | -------- | ------ | ---------- | ---------- | ----- |
| Mike Ryan         | 1985               | 4       | 0        | 1      | 3          | .125       | 0.25  |
| Anson Dorrance    | 1986–1994          | 93      | 66       | 5      | 22         | .737       | 2.18  |
| Tony DiCicco      | 1994–1999          | 119     | 103      | 8      | 8          | .899       | 2.66  |
| Lauren Gregg      | 1997, 2000         | 3       | 2        | 1      | 0          | .833       | 2.33  |
| aprilie Heinrichs | 2000–2004          | 124     | 87       | 20     | 17         | .782       | 2.27  |
| Greg Ryan         | 2005–2007          | 55      | 45       | 9      | 1          | .900       | 2.62  |
| Pia Sundhage      | 2007–2012          | 107     | 91       | 10     | 6          | .897       | 2.64  |
| Tom Sermanni      | 2013–2014          | 23      | 17       | 4      | 2          | .826       | 2.39  |
| Jillian Ellis     | 2012, 2014–prezent | 31      | 23       | 6      | 2          | .839       | 2.42  |
| Total             | Total              | 559     | 434      | 64     | 61         | .834       | 2.44  |

Statistici actualizate la 18 mai 2015